# Lương Khê
Lương Khê (tiếng Trung: 梁溪区; bính âm: Liángxī Qū) là khu (quận) trung tâm của thành phố Vô Tích, tỉnh Giang Tô, Trung Quốc. Diện tích của khu ước đạt 71,5 km². Tháng 10 năm 2015, Quốc vụ viện Trung Quốc phê chuẩn thiết lập khu Vô Tích trên cơ sở sáp nhập ba khu Sùng An, Nam Trường, Bắc Đường.
- Nhai đạo: Sùng An Tự 崇安寺, Thông Giang 通江, Quảng Thụy 广瑞路, Thượng Mã Đôn 上马墩, Giang Hải 江海, Quảng Ích 广益, Nghênh Long Kiều 迎龙桥, Nam Thiện Tự 南禅寺, Thanh Danh Kiều 清名桥, Kim inh 金星, Kim Quỹ 金匮, Dương Danh 扬名, Hoàng Hạng 黄巷, Sơn Bắc 山北, Bắc Đại Nhai 北大街, HUệ Sơn 惠山, Ngũ Hà 五河.